# Томсон, Томас
Томас Томсон (англ. Thomas Thomson, 4 декабря 1817 — 18 апреля 1878) — шотландский хирург на службе Британской Ост-Индской компании, британский натуралист и ботаник. Известно, что Томсон был другом Джозефа Гукера, помогал ему писать первый том работы «Flora Indica».

## Биография
Томас Томсон родился в городе Глазго 4 декабря 1817 года. Он был старшим сыном профессора химии Университета Глазго Томаса Томсона и его жены англ. Agnes Colquhon.
Он был профессором химии и врачом Британской Ост-Индской компании. С 1855 по 1861 год Томас Томсон был руководителем ботанического сада Калькутты. Он внёс значительный вклад в ботанику, описав множество видов семенных растений.
Томас Томсон умер в Лондоне 18 апреля 1878 года.

## Научная деятельность
Томас Томсон специализировался на семенных растениях.

## Научные работы
- Western Himalaya and Tibet 1852.